# فرودگاه کاتسوولد
فرودگاه کاتسوولد (به انگلیسی: Cotswold Airport) یک فرودگاه خصوصی است که یک باند فرود آسفالت دارد و طول باند آن ۲۰۰۹ متر است. این فرودگاه در کشور انگلستان قرار دارد و در ارتفاع ۱۳۳ متری از سطح دریا واقع شده‌است.